# Xavier Stierli
Xavier Stierli (1940. október 29. –) svájci válogatott labdarúgó.

## Pályafutása

### A válogatottban
1963 és 1967 között 12 alkalommal szerepelt a svájci válogatottban. Részt vett még az 1966-os világbajnokságon.

## Sikerei, díjai
FC Zürich
- Svájci bajnok (3): 1962–63, 1965–66, 1967–68
- Svájci kupa (2): 1965–66, 1969–70